# Luchthaven Fatmawati Soekarno
Luchthaven Fatmawati Soekarno, Indonesisch: Bandar Udara Fatmawati Soekarno (IATA: BKS, ICAO: WIPL),
is een vliegveld bij de indonesische stad Bengkulu. Het vliegveld is vernoemd naar de eerste first lady van Indonesië Fatmawati Soekarno. Tot 2001 heette het vliegveld Padangkemiling Airport. Het is slechts een kleine luchthaven met alleen binnenlandse vluchten.

## Bestemmingen
- Lion Air (Jakarta, Denpasar, Manado)
- Sriwijaya (Jakarta)
- Batavia Air (Jakarta)
- Mandala Airlines (Jakarta)